# Nemeshódos
Nemeshodos (1899-ig Hódos, szlovákul Vydrany, korábban Hodoš) község Szlovákiában, a Nagyszombati kerületben, a Dunaszerdahelyi járásban.

## Fekvése
Dunaszerdahelytől 3 km-re északnyugatra fekszik.

## Nevének eredete
"Hodus" formában szerepel az első fennmaradt írott forrásban. Nevét hódokban gazdag területéről kapta.[forrás?] A középkorban Kis- és Felsőhodosként is említik.

## Története
1245-ben "Hodus" alakban említik először. Lakói 1287-ben nemesi rangot kaptak. 1279-ben "Hudus", 1287-ben "Hodos", 1361-ben "Kishodos", 1428-ban "Felsewhodos" alakban említik a korabeli források. Pozsony várának uradalmához tartozott. A 13. század végén a Hódossy család birtoka, később nemesi község lett. 1828-ban 133 házában 951 lakos élt, akik főként állattartással foglalkoztak. Határában 7 uradalmi major is volt. A 19. században a helyi nemes Vermes család birtoka volt.
Vályi András szerint "HODOS. Magyar falu Posony Várm. földes Urai több Uraságok, lakosai katolikusok, és reformátusok, fekszik Sík Abonyhoz 1/2 óra járásnyira, határja két nyomásban van, terem rozszsa, árpája, tengerije, szántó földgye, réttye, legelője bőven van, erdeje nints, vagyonnyaikat Szerdahelyen, és Samarján adják el."
Fényes Elek szerint "Hodos, magyar falu, Pozson vmegyében, Szerdahelytől nyugotra 1/2 mfd. Lakja 379 kath., 485 ref., 26 zsidó. Ref. anyatemplom, és ekklézsia. Legelője, rétje elég, melly kevés de jó szénát terem. F. u. több nemesek. Ut. p. Somorja." 
A trianoni békeszerződésig Pozsony vármegye Dunaszerdahelyi járásához tartozott. 1938 és 1945 között újra Magyarországhoz tartozott.

## Népessége
| Év:            | 1994. | 2004.   | 2014.    | 2024.    |
| -------------- | ----- | ------- | -------- | -------- |
| Emberek száma: | 1310  | 1422    | 1601     | 1904     |
| Eltérés:       |       | +8,54 % | +12,58 % | +18,92 % |

| Év:            | 2023. | 2024.   |
| -------------- | ----- | ------- |
| Emberek száma: | 1886  | 1904    |
| Eltérés:       |       | +0,95 % |

1880-ban 986 lakosából 949 magyar, 1 szlovák anyanyelvű és 36 csecsemő volt, ebből 587 református, 375 római katolikus és 24 zsidó vallású volt.
1910-ben 997 lakosából 993 magyar, 3 német és 1 szlovák anyanyelvű volt.
2001-ben 1390 lakosából 1187 magyar és 170 szlovák volt.
2011-ben 1456 lakosából 1203 magyar és 220 szlovák volt.
2021-ben 1783 lakosából 1382 (+53) magyar, 297 (+48) szlovák, 7 (+24) cigány, (+1) ruszin, 12 (+2) egyéb és 85 ismeretlen nemzetiségű volt.

## Neves személyek
- Itt született 1825-ben Vályi Lajos református esperes-lelkész és kerületi főjegyző.

## Nevezetességei
- A község református temploma 1786-ban épült, tornya későbbi építésű.
- Nemeshodosi Nagy Lakoma [7]